# Alla Děmidovová
Alla Sergejevna Děmidovová (rusky А́лла Серге́евна Деми́дова, * 29. září 1936 Moskva) je ruská divadelní a filmová herečka. 
Ze strany otce, který padl ve druhé světové válce, pochází z rodu Děmidovových, po matce má kořeny v komunitě starověrců. Na Lomonosovově univerzitě vystudovala politickou ekonomii, kterou také krátce vyučovala. Vystupovala ve studentském divadle pod vedením Rolana Bykova a debutovala roku 1958 drobnou rolí ve filmu Leningradská symfonie. Absolvovala Ščukinův divadelní institut, hrála v Divadle Majakovského a v roce 1964 se stala členkou souboru Divadla na Tagance, kde působila do roku 1992. Stala se oblíbenou herečkou Jurije Ljubimova a své intelektuální pojetí herectví uplatnila především v klasických tragických postavách jako Marina Mniszková, Faidra, Élektra, Ljubov Raněvská ve Višňovém sadu nebo královna Gertruda v Hamletovi. Pro své noblesní a hrdé vystupování byla srovnávána s Gretou Garbo.
Účinkovala v televizním seriálu o sovětských válečných rozvědčících Štít a meč. Andrej Tarkovskij jí svěřil ve svém filmu Zrcadlo roli Lízy, kolegyně vypravěčovy matky. Vynikla jako recitátorka básní, zejména Puškinových a Achmatovové, na svých programech spolupracovala s režiséry Anatolijem Vasiljevem a Romanem Vikťukem. Založila vlastní divadlo poezie Teatr A. Věnuje se také literární činnosti, vydala mj. knihu vzpomínek na Vladimira Vysockého. Je mediálně známou vyznavačkou esoterismu.
V roce 1977 jí byla udělena Státní cena SSSR a v roce 1984 titul Národní umělec RSFSR. Za hlavní ženskou roli ve filmu Kiry Muratovové Ladič získala v roce 2005 cenu Nika. Na festivalu Zlatá maska v roce 2022 byla oceněna za celoživotní přínos dramatickému umění. Ljubov Arkusová natočila o Děmidovové dokumentární film Nikdo tě neporazil.
Jejím manželem byl scenárista Vladimir Valuckij.

## Filmografie
- Leningradská symfonie (1958)
- Devět dní jednoho roku (1961)
- Dněvnyje zvjozdy (1966)
- Živá mrtvola (1968)
- Sloužili dva kamarádi (1968)
- Čajkovskij (1969)
- Racek (1970)
- Ty a já (1971)
- Volba cíle (1974)
- Zrcadlo (1975)
- Legenda o Ulenspiegelovi (1976)
- Alenčin kvíteček (1977)
- Otec Sergej (1978)
- Když padá hvězda (1981)
- Voskresnyje progulki (1984)
- Kreutzerova sonáta (1987)
- Běsi (1992)
- Nězrimyj putěšestvennik (1999)
- Ladič (2004)
- Měšok bez dna (2017)